# Fragiliporiaceae
Fragiliporiaceae is een botanische naam, voor een familie van schimmels in de orde Polyporales. Het typegeslacht was Fragiliporia.. De enige soort in deze familie is Fragiliporia fragilis, die in 2014 door Chinese mycologen als nieuw voor de wetenschap werd beschreven. Het type-exemplaar van deze schimmel werd ontdekt terwijl hij groeide op een rottende elzenstronk in het Gaoligongshan National Nature Reserve in Yunnan. De soortnaam fragilis verwijst naar de broze vruchtlichamen van de schimmel.

## Geslachten
De volgende geslachten maken volgens Index Fungorum onderdeel uit van deze familie:
- Fragiliporia